# Castelo de Villalonga
O Castelo de Villalonga, também conhecido como "o Castelo dos Mouros", localiza-se no município de Villalonga, na província de Valência, na comunidade autónoma da Comunidade Valenciana, na Espanha.
Ergue-se em posição dominante no alto da serra de Les Fontanelles, a cerca de 1,5 quilómetros da povoação, de onde se domina a planície de La Fuente, conhecida localmente como "El Plà de la Font" e todo o seu entorno.

## História
Remonta a uma fortificação muçulmana.

## Características
Trata-se de um recinto muralhado de dimensões medianas, delimitado a Leste por um precipício de 30 metros de altura e a Oeste por um barranco por onde desce por meio de plataformas, onde se erguia uma barreira defensiva e um segundo recinto muralhado para proteção do recinto superior.
Na parte Noroeste identificam-se os restos do que deve ter sido a torre de menagem do castelo, mantendo-se de pé um paramento da muralha que ainda conserva as suas ameias, assim como uma cisterna.
No conjunto observam-se o emprego de diversas técnicas construtivas: a cisterna foi erguida com muros escorados por chapisco e pedra, recoberto por uma abóbada com marcas de caniços; os muros do recinto foram erguidos com taipa sobre uma base de alvenaria.